# Tre pezzi facili per pianoforte a quattro mani
I Tre pezzi facili per pianoforte a quattro mani sono una serie di tre brani scritti da Igor' Fëdorovič Stravinskij fra il 1914 e il 1915.

## Storia
Nell'inverno fra il 1914 e il 1915 Stravinskij si era trasferito a Clarens dove aveva subaffittato una casetta dall'amico Ernest Ansermet. Mentre lavorava a Les Noces, si dilettò  a comporre alcuni pezzi per pianoforte a quattro mani con lo scopo di far esercitare i suoi figli su questo strumento; infatti i brani sono scritti con la seconda parte facilitata. Il primo pezzo scritto fu la Polka, completato a Clarens il 15 novembre 1914; quattro settimane più tardi terminò la Marche e a Château-d'Œx in montagna, dove il musicista soggiornò con la famiglia per due mesi, terminò il terzo brano, Valse, il 6 marzo 1915. Questa vacanza fu interrotta da un periodo trascorso a Roma su richiesta di Djagilev che attraversava un periodo difficile e aveva bisogno dell'appoggio e dei consigli dell'amico. Stravinskij portò con sé i tre pezzi da poco composti; egli aveva deciso di dedicare il primo a Alfredo Casella, il secondo a Eric Satie e la Polka allo stesso Djagilev. Quando fu a casa dell'amico si mise con lui al pianoforte per suonare i tre pezzi affidandogli la parte più facile. Arrivati alla Polka Stravinskij gli confidò di averla scritta immaginandolo con frac, tuba e un frustino in mano come se fosse un direttore di circo che faceva lavorare un cavallo. Djagilev sulle prime rimase un po' sconcertato, poi capì l'ìronia della cosa e finirono col ridere di gusto tutti e due.
La prima esecuzione pubblica dei tre pezzi avvenne a Losanna il 22 aprile 1918 nella Sala del Conservatorio eseguiti da Nino Rossi e Ernest Ansermet.

## Analisi
I Tre pezzi facili sono così definiti in quanto la seconda parte, che esegue la parte del basso, è suonata a due mani su motivi semplicissimi che vengono ripetuti da cima a fondo; nella Marche si tratta di un basso ostinato, nella Valse viene eseguito il tradizionale accompagnamento in tre tempi e nella Polka è soltanto un banalissimo susseguirsi di quattro crome. La parte principale ha il carico di tutta la difficoltà di esecuzione.
Questi Tre pezzi si possono definire una farsa musicale e sottolineano un aspetto della personalità di Stravinskij meno conosciuto, quello ironico. Il compositore sembra prendersi gioco dei più vieti cliché della musica ottocentesca, unendo, come aveva già fatto in certi brani di Petruška, a una cera rigidità di scrittura una visione deformata di tipologie musicali largamente note, a cui aggiunge volutamente piccole stonature e distorsioni tonali.

## Ulteriori versioni
Stravinskij realizzò in seguito una serie di arrangiamenti dei tre pezzi. La prima trascrizione del 1915 fu una versione de la Valse per sette strumenti solisti e una della Marche per otto solisti. Seguì poi un adattamento della Polka per cimbalom e piccolo complesso strumentale. Nel 1921 fece una trascrizione dei tre brani, a cui aggiunse il Galop tratto dai Cinque pezzi facili, in una Suite per orchestra da camera con pianoforte.